# Gemeenschappelijke voorouder
Een gemeenschappelijke voorouder is in de genealogie en evolutiebiologie een individu waar twee of meer individuen of soorten van afstammen. Meer specifiek kan ermee worden bedoeld:
- de recentste gemeenschappelijke voorouder van individuen of soorten, zoals de voorouders van chimpansees en gorilla's, die samen met de mens afstammen van een gemeenschappelijke voorouder. De recentste daarvan, die zich zo'n acht tot vijftien miljoen jaar geleden afsplitste, behoorde tot de onderfamilie Homininae.
- LUCA of laatste universele gemeenschappelijke voorouder, uit het Engels: Last Universal Common Ancestor. Omdat alle organismen op Aarde dezelfde biochemische basiseigenschappen bezitten, is hun oorsprong terug te voeren naar een hypothetische gemeenschappelijke eencellige voorouder.